# Grupa Maspex Wadowice

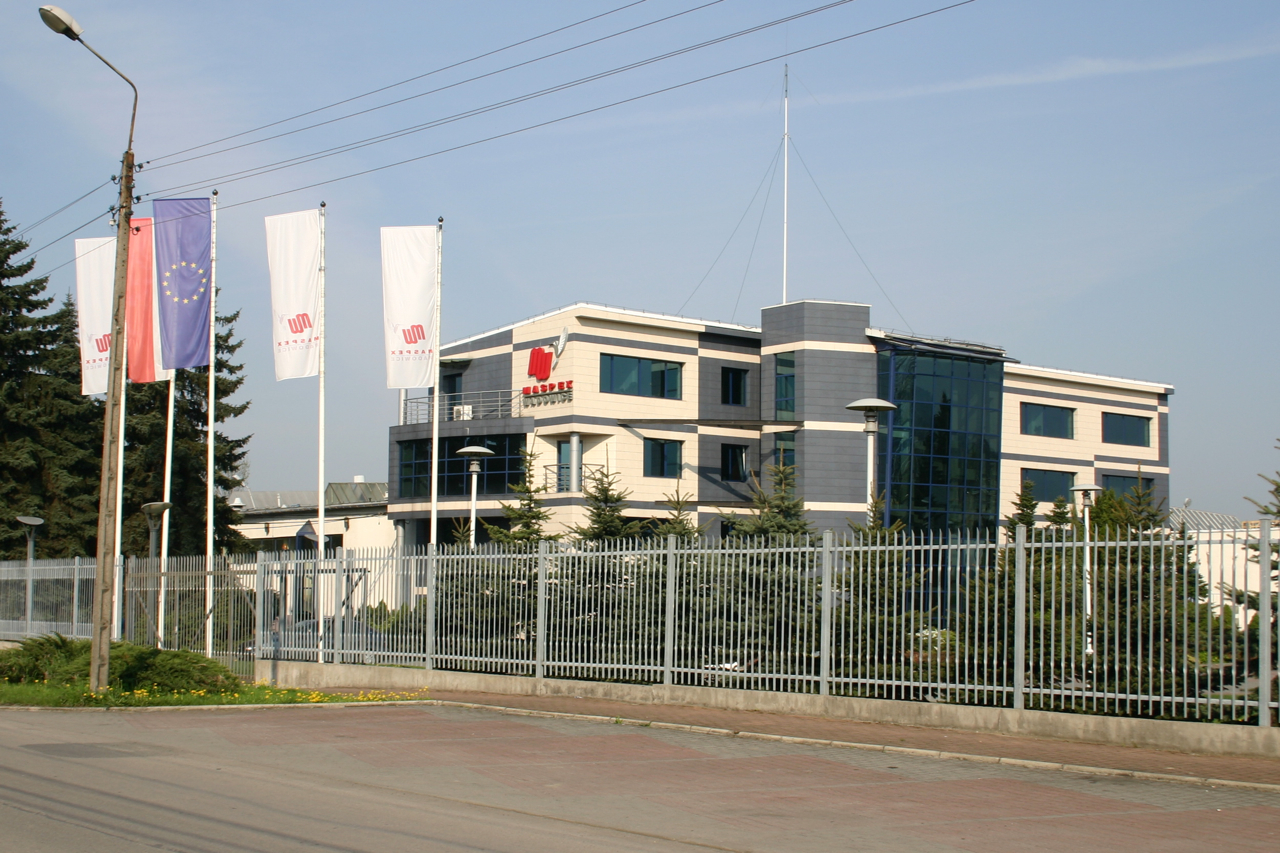
Der Sitz in Wadowice

Die Grupa Maspex Wadowice ist ein internationaler Lebensmittelkonzern mit Sitz in Wadowice. Die Gruppe ist einer der größten Lebensmittelhersteller in Mittel- und Osteuropa. Zur Gruppe gehörten 2011 über 20 Unternehmen in Polen, Tschechien, Ungarn, Bulgarien, Rumänien, Russland, der Slowakei und der Ukraine. Bekannteste Produkte der Gruppe sind etwa Fruchtsäfte Kubuś und Tymbark, Lubella-Nudeln und Cremona-Kaffeeweißer.

## Geschichte
Vorläufer der heutigen Unternehmensgruppe war die 1990 gegründete Maspex Sp. z o.o. Das Unternehmen konfektionierte Kaffee und Kakao. 1996 wurde die Polska Żywność S.A. aus Olsztynek Teil des Unternehmens. Damit wurde der Saft Kubuś Teil der Produktpalette. 1999 wurde das Unternehmen Tymbark S.A. in den Konzern eingegliedert. 1998 bis 1999 erfolgte weiterhin die Expansion in Ungarn, Tschechien, die Slowakei und Rumänien. 2002 wurden Tochtergesellschaften in Kaliningrad und Moskau eröffnet.
2011 war das Unternehmen in 30 Ländern Europas, aber auch den USA und Kanada vertreten.